# 1995年4月29日日食
1995年4月29日日食是一次日環食，發生於1995年4月29日。新月當天（即朔日），地球上觀測到月球和太阳的角距離極小，此時月球如果恰好在月球交點附近，穿過太阳和地球之間，與地球、太阳接近一直線，則會出現日食。月球穿過太阳和地球之間，但距地球較遠，本影未能接觸地表，而使偽本影覆蓋的區域內看到月球的角直徑小於太陽，就形成日環食，同時在偽本影兩側數千公里的半影範圍內形成日偏食。此次日環食經過了秘鲁、厄瓜多尔、哥伦比亚、巴西，日偏食則覆蓋了拉丁美洲的大部分和周邊部分地區。

## 日食概況

### 出現區域
小拉帕島東南約840公里的南太平洋洋面在日出時最先看到日環食，隨後月球偽本影向東偏北移動，在秘鲁西北部海岸登上南美洲，不久後在皮烏拉大區東北部距厄瓜多尔薩莫拉-欽奇佩省邊境約3.2公里處達到最大食分。此後偽本影繼續向東，並逐漸轉向東偏南移動，橫跨南美洲後在日落時分結束於阿森松岛以西約960公里的大西洋洋面。
偽本影經過的陸地包括：
- 秘魯：皮烏拉大區除西北部和東南角外的大部、蘭巴耶克大區西北部、卡哈馬卡大區北部、亚马孙大区北半部、洛雷托大區北部，其中在皮烏拉大區東北部達到最大食分；
- ：洛哈省東南半部、薩莫拉-欽奇佩省除北端外的大部、莫羅納-聖地亞哥省南端；
- 哥伦比亚：亞馬遜省中部偏北、沃佩斯省南端；
- 巴西：亚马孙州北部、羅賴馬州南部、帕拉州北部、阿馬帕州南部、马拉尼昂州北部、皮奧伊州北端、塞阿臘州北部，及北里約格朗德州羅卡斯環礁和伯南布哥州費爾南多·迪諾羅尼亞群島。[3][4]

除了上述狹窄的環食帶內能看到日環食之外，月球半影覆蓋範圍內都能看到日偏食，包括玻里尼西亞東部、墨西哥東南部、中美洲、美国佛罗里达州南半部、南美洲除巴塔哥尼亞南端和福克兰群岛外的絕大部分、西非西部及大西洋中南部諸島嶼。

此次日環食過程中月影在地表移動的動畫

### 基本參數
- 類型：日環食
- 食甚中心處（位於秘鲁皮烏拉大區東北部距厄瓜多尔邊境約3.2公里處）資料：
  - 時間：1995年4月29日17:32:19.5
  - 地點：4°51.6′S 79°24.1′W / 4.8600°S 79.4017°W
  - 食分：0.9497（環食帶內最大）
  - 日環食持續時間：6分36.8秒

## 觀測
美国国家航空航天局林顿·约翰逊太空中心的觀測隊在秘鲁的亞馬遜雨林中觀測了日環食，觀測點位於普伊納瓦區附近。日食期間當地天氣晴朗，觀測獲得成功。

## 相關的日食

### 1993-1996年的日食
月球交替位於相對的月球交點時，以半個交點年（食年），即約177天又4小時間隔出現下列日食。
| 降交點   | 降交點                   |                          | 升交點                    | 升交點 |
| 沙羅週期 | 地圖                     | 沙羅週期                 | 地圖                      |        |
| 118      | 1993年5月21日 偏食（北） | 123                      | 1993年11月13日 偏食（南） |        |
| 128      | 1994年5月10日 環食       | 133                      | 1994年11月3日 全食        |        |
| 138      | 1995年4月29日 環食       | 143 印度敦德洛德的日全食 | 1995年10月24日 全食       |        |
| 148      | 1996年4月17日 偏食（南） | 153                      | 1996年10月12日 偏食（北） |        |

### 沙羅周期
沙羅周期長度為18年11天。本次日食屬於沙羅周期138，共包含70次日食，依次為1472年6月6日至1580年8月10日的7次日偏食、1598年8月31日至2482年2月18日的50次日環食、2500年3月1日的1次全環食（亦稱混合食）、2518年3月12日至2554年4月3日的3次日全食、2572年4月13日至2716年7月11日的9次日偏食，總共歷時1244.08年。其中最長的全食發生於2554年4月3日，共持續56秒。
下表列舉了1901年至2100年間發生的屬於該周期的日食，是第25至35次：
| 25            | 26            | 27            |
| ------------- | ------------- | ------------- |
| 1905年3月6日  | 1923年3月17日 | 1941年3月27日 |
| 28            | 29            | 30            |
| 1959年4月8日  | 1977年4月18日 | 1995年4月29日 |
| 31            | 32            | 33            |
| 2013年5月10日 | 2031年5月21日 | 2049年5月31日 |
| 34            | 35            |               |
| 2067年6月11日 | 2085年6月22日 |               |

## 資料來源
1. ↑  樊忠玉. . 中国天文科普网.   [2016-01-21]. （原始内容存档于2014-09-17）.
2. 1 2  Fred Espenak. . NASA Eclipse Web Site.   [2016-01-21]. （原始内容存档于2020-10-23）.（英文）
3. ↑  Fred Espenak. . NASA Eclipse Web Site.   [2016-01-21]. （原始内容存档于2020-10-20）.（英文）
4. ↑  Xavier M. Jubier. .   [2016-01-21]. （原始内容存档于2016-10-26）.（法文）（英文）
5. ↑  Fred Espenak. . NASA Eclipse Web Site.   [2016-01-21]. （原始内容存档于2008-08-29）.（英文）
6. ↑  Paul D. Maley. . Eclipse Tours.   [2016-12-25]. （原始内容存档于2020-09-18）.（英文）
7. ↑  Fred Espenak. . NASA Eclipse Web Site.（英文）

## 外部連結
- NASA日食專頁（页面存档备份，存于）（英文）
- 可見區域圖和時間統計：由弗雷德·埃斯佩纳克做出的日食預報，NASA/GSFC
  - Google互動地圖呈現的日食範圍
  - 貝塞爾元素
- Google地圖顯示的日環食和日偏食範圍（页面存档备份，存于）（法文）（英文）
- 短暫的日食（页面存档备份，存于）（日環食的偏食階段），1997年8月27日每日一天文圖，拍攝於厄瓜多尔馬卡拉（西班牙语：Macará），2002年6月8日再次入選每日一天文圖

| \| \| 日食 \|                             |                              |                                            |
| 上一次日食： 1994年11月3日日食 （日全食） | 1995年4月29日日食 （日環食） | 下一次日食： 1995年10月24日日食 （日全食） |
| 上一次日環食： 1994年5月10日日食          | 1995年4月29日日食 （日環食） | 下一次日環食： 1998年8月22日日食           |
|                                           | 日食                         |                                            |